# Peso-médio

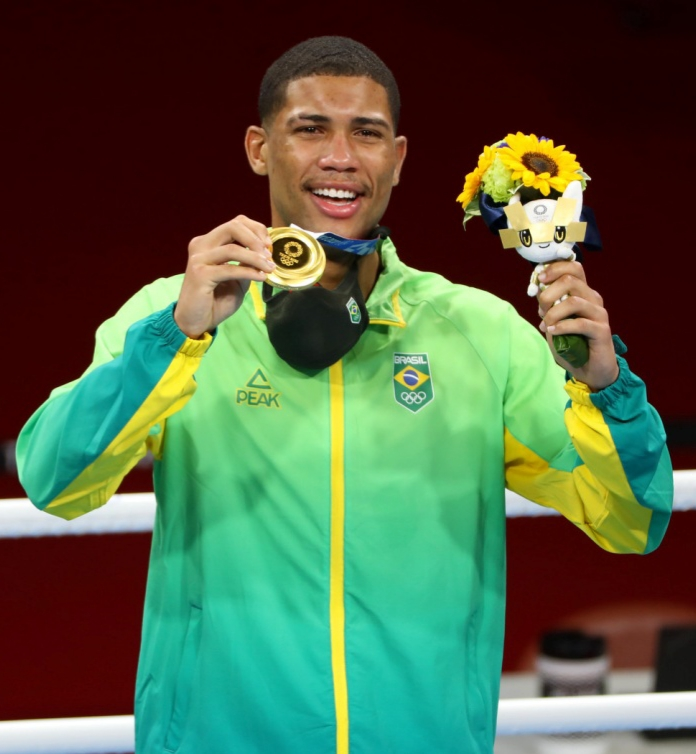
Hebert Conceição, campeão olímpico de boxe na categoria de peso médio.

Peso-médio é uma categoria de competição de diversos esportes de luta:
- Artes marciais mistas: 170-185 lb (77-84 kg) [2]
- Boxe
  - amador: 71-75kg[3]
  - olímpico: 69-75 kg [3]
  - profissional: 154-160 lb (70-73kg) [4]
- Kickboxing
  - Glory 77-85 kg  [5]